# 圣吉布里安
圣吉布里安（法語：Saint-Gibrien，法語發音：[sɛ̃ ʒibʁijɛ̃]）是法国马恩省的一个市镇，位于该省中部，属于香槟沙隆区。

## 地理
圣吉布里安（48°58'23"N, 4°18'0"E）面积4.04 平方千米，位于法国大東部大區马恩省，该省份为法国东北部内陆省份，北起阿登省，西北接埃纳省，西南接塞纳-马恩省，南至奥布省，东南接上马恩省，东临默兹省。
与圣吉布里安接壤的市镇（或旧市镇、城区）包括：法尼耶尔、马图格、勒西、维莱堡。

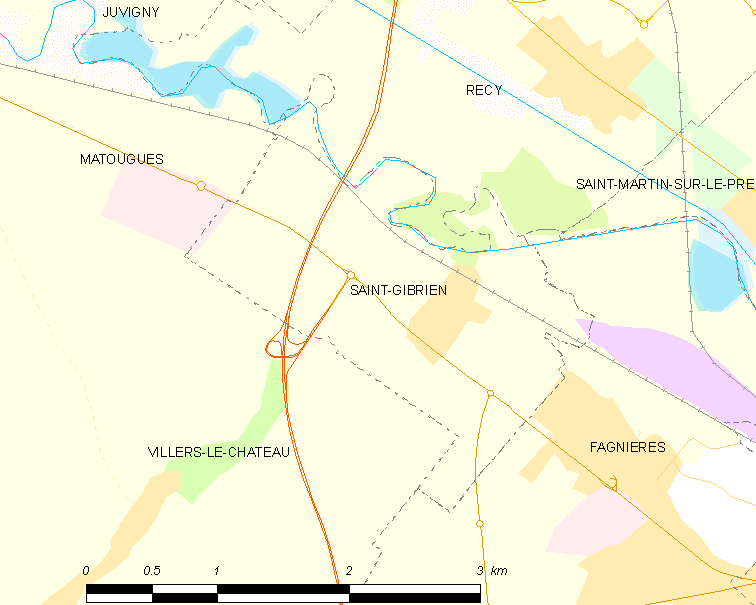
圣吉布里安的OSM定位图

圣吉布里安的时区为UTC+01:00、UTC+02:00（夏令时）。

## 行政
圣吉布里安的邮政编码为51510，INSEE市镇编码为51483。

## 政治
圣吉布里安所属的省级选区为香槟沙隆第二县。

## 人口

1962-2008年间圣吉布里安人口变化图示

圣吉布里安于2022年1月1日时的人口数量为548人。